# Eiskunstlauf-Europameisterschaften 1971
Die 63. Eiskunstlauf-Europameisterschaften fanden vom 2. bis 7. Februar 1971 im Hallenstadion in Zürich statt.

## Ergebnisse

### Herren
| Platz | Sportler              | Land                   |
| ----- | --------------------- | ---------------------- |
| 1     | Ondrej Nepela         | Tschechoslowakei       |
| 2     | Sergei Tschetweruchin | Sowjetunion            |
| 3     | Haig Oundjian         | Vereinigtes Königreich |
| 4     | Jan Hoffmann          | DDR                    |
| 5     | Juri Owtschinnikow    | Sowjetunion            |
| 6     | Sergei Wolkow         | Sowjetunion            |
| 7     | John Curry            | Vereinigtes Königreich |
| 8     | Günter Anderl         | Österreich             |
| 9     | Jacques Mrozek        | Frankreich             |
| 10    | Didier Gailhaguet     | Frankreich             |
| 11    | Daniel Höner          | Schweiz                |
| 12    | Jozef Žídek           | Tschechoslowakei       |
| 13    | Klaus Grimmelt        | BR Deutschland         |
| 14    | Josef Schneider       | Österreich             |
| 15    | László Vajda          | Ungarn                 |
| 16    | Stefano Bargauan      | Italien                |
| 17    | Thomas Callerud       | Schweden               |
| 18    | Gheorghe Fazekas      | Rumänien               |
| 19    | Pekka Leskinen        | Finnland               |
| 20    | Bernard Bauer         | Schweiz                |
| 21    | Zoran Matas           | Jugoslawien            |
| 22    | Zdeněk Pazdírek       | Tschechoslowakei       |

### Damen
| Platz | Sportlerin          | Land                   |
| ----- | ------------------- | ---------------------- |
| 1     | Beatrix Schuba      | Österreich             |
| 2     | Zsuzsa Almássy      | Ungarn                 |
| 3     | Rita Trapanese      | Italien                |
| 4     | Sonja Morgenstern   | DDR                    |
| 5     | Charlotte Walter    | Schweiz                |
| 6     | Patricia Ann Dodd   | Vereinigtes Königreich |
| 7     | Christine Errath    | DDR                    |
| 8     | Jelena Alexandrowa  | Sowjetunion            |
| 9     | Eileen Zillmer      | BR Deutschland         |
| 10    | Ľudmila Bezáková    | Tschechoslowakei       |
| 11    | Jean Scott          | Vereinigtes Königreich |
| 12    | Marina Titova       | Sowjetunion            |
| 13    | Judith Bayer        | BR Deutschland         |
| 14    | Liana Drahová       | Tschechoslowakei       |
| 15    | Anita Johansson     | Schweden               |
| 16    | Cinzia Frosio       | Italien                |
| 17    | Beatrice Huștiu     | Rumänien               |
| 18    | Sonja Balun         | Österreich             |
| 19    | Dianne de Leeuw     | Niederlande            |
| 20    | Marie-Claude Bierre | Frankreich             |
| 21    | Kristen Frikke      | Dänemark               |
| 22    | Helena Gazvoda      | Jugoslawien            |

### Paare
| Platz | Sportler                            | Land                   |
| ----- | ----------------------------------- | ---------------------- |
| 1     | Irina Rodnina / Alexei Ulanow       | Sowjetunion            |
| 2     | Ljudmila Smirnowa / Andrei Suraikin | Sowjetunion            |
| 3     | Galina Karelina / Georgi Proskurin  | Sowjetunion            |
| 4     | Manuela Groß / Uwe Kagelmann        | DDR                    |
| 5     | Almut Lehmann / Herbert Wiesinger   | BR Deutschland         |
| 6     | Marlies Radunsky / Rolf Oesterreich | DDR                    |
| 7     | Brunhilde Baßler / Eberhard Rausch  | BR Deutschland         |
| 8     | Grazyna Osmanska / Adam Brodecki    | Polen                  |
| 9     | Linda Connolly / Colin Taylforth    | Vereinigtes Königreich |
| 10    | Florence Cahn / Jean-Roland Racle   | Frankreich             |
| 11    | Dana Fialová / Josef Tuma           | Tschechoslowakei       |
| 12    | Karin Künzle / Christian Künzle     | Schweiz                |
| 13    | Teresa Skrzek / Piotr Sczypa        | Polen                  |
| 14    | Evelyne Scharf / Wilhelm Bietak     | Österreich             |
| 15    | Helena Gazvoda / Silvo Švajger      | Jugoslawien            |

### Eistanz
| Platz | Sportler                                 | Land                   |
| ----- | ---------------------------------------- | ---------------------- |
| 1     | Ljudmila Pachomowa / Alexander Gorschkow | Sowjetunion            |
| 2     | Angelika Buck / Erich Buck               | BR Deutschland         |
| 3     | Susan Getty / Roy Bradshaw               | Vereinigtes Königreich |
| 4     | Tatjana Woitjuk / Wjatscheslaw Schigalin | Sowjetunion            |
| 5     | Janet Sawbridge / Peter Dalby            | Vereinigtes Königreich |
| 6     | Jelena Scharkowa / Gennadi Karponossow   | Sowjetunion            |
| 7     | Hilary Green / Glyn Watts                | Vereinigtes Königreich |
| 8     | Diana Skotnická / Martin Skotnický       | Tschechoslowakei       |
| 9     | Teresa Weyna / Piotr Bojańczyk           | Polen                  |
| 10    | Ilona Berecz / István Sugár              | Ungarn                 |
| 11    | Anne-Claude Wolfers / Roland Mars        | Frankreich             |
| 12    | Matilde Ciccia / Lamberto Ceserani       | Italien                |
| 13    | Astrid Kopp / Axel Kopp                  | BR Deutschland         |
| 14    | Krisztina Regőczy / András Sallay        | Ungarn                 |
| 15    | Tatiana Grossen / Alessandro Grossen     | Schweiz                |
| 16    | Sylvia Fuchs / Michael Fuchs             | BR Deutschland         |
| 17    | Ewa Kołodziej / Tadeusz Góra             | Polen                  |
| 18    | Brigitte Ydraut / Pascal Germe           | Frankreich             |
| 19    | Agnes Arco / Adrian Perco                | Österreich             |
| 20    | Vivi Poulsen / Kurt Poulsen              | Dänemark               |